# Слобода (Бурынский район)
Слобода (укр. Слобода) — село,
Слободский сельский совет,
Бурынский район,
Сумская область,
Украина.
Код КОАТУУ — 5920986001. Население по переписи 2001 года составляло 3056 человек.
Является административным центром Слободского сельского совета, в который, кроме того, входят посёлки
Леонтиевка и
Сорочинское.

## Географическое положение
Село Слобода находится на берегу одного из истоков реки Езуч,
ниже по течению на расстоянии в 2 км расположено село Грузское (Конотопский район).
На реке и её многочисленных притоках сделаны запруды.
Рядом проходят автомобильная дорога Т-1910 и
железная дорога, станция Путейская.

## Происхождение названия
Село было названо так, поскольку основано на землях т. н. Чашской и Ослецкой пустошей, пустопорожние площади которой сначала принадлежали попам путивльской Никольской церкви.

## История
- Село основано во второй половине XVII века. Во второй половине XVIII в. входило в состав Недригайловского уезда Харьковской губернии; с 1797 г. — Путивльского уезда Курской губернии.
- в 1782 году принадлежало полковнице княгине Александре Ивановне Голицыной (1759—1789) и подполковнику Кириллу Леонтьевичу Черепову. Владение А. И. Голицыной насчитывало 806 душ мужского пола, и 772 женского пола, владение К. Л. Черепова — 382 душ мужского пола и 420 женского[2].
- Сохранилось письмо князя Александра Борисовича Голицына к Варваре Ивановне Челищевой: «Милостивая государыня моя Варвара Ивановна! Имею я вотчину Харьковского наместничества Недрыгайловской окуруги в слободе Поповой, доставшейся мне по наследству обще с малолетним моим сыном князь Иваном в прошлом 1788 году после покойной супруги моей, княгини Александры Ивановны Голицыной. урождённой графини Гендриковой, почему Вас, милостивую государыню. покорно прошу, если случатся какие спорные или судебные дела, касающиеся до означенной слободы Поповой с присутственными к ней деревнями в таком случае в Недрыгайловский нижний земской суд или куда следует от имени моего кому от Вас поверено прошение подавать и по случившим с таковым делом хождение иметь и к чему надлежит руку прикладывать, а в случае неудовольствия дело взять на апелляцию. в чём я сам им от Вас, кому поверено будет, верю, и что учините, спорить и прекословить не буду. Вам. милостивая государыня, покорной ко услугам князь Александр Голицын. Москва. 5 марта 1789 года»[3] В 1788 и 1793 гг. К. Л. Черепов смог доказать неправомочность владения кн. Голицыных, а в 1791 г. полностью выкупил имение в Поповой Слободе у кн. Ивана Александровича Голицына.
- В 1827 г., после раздела наследства К. Л. Черепова, имения в Поповой Слободе принадлежали внучкам Кирилла Леонтьевича Черепова — Марии Степановне Линеман и Анне Степановне Наумовой. В 1850-е гг. владельцами были внуки К. Л. Черепова — Кирилл, Николай, Александр, Андрей и Владимир Леонтьевичи, правнучка, жена штабс-ротмистра Варвара Николаевна Студзинская и коллежский асессор Иван Иванович Головин.
- В начале 19 века, часть Поповой Слободы принадлежащая графу Апраксину, стала самостоятельным селом Степановкой.
- В Госархиве Курской области хранится «Дело о спорной земле между крестьянами с. Попова Слобода Путивльского уезда Н. З. Колбасой и его дядей М. К. Колбасой», находившееся в производстве с 11 октября 1876 г. по 21 февраля 1878 г. на 19 листах[4], а также другие документы о выкупе крестьян Поповой Слободы, их переселении в другие губернии, спорах и разделах между собой.
- 17 сентября 1913 года в Поповой Слободе был освящён Троицкий храм, выстроенный по проекту молодого архитектора Розанова[5].
- После Октябрьской революции барыня(«сумчиха») уехала во Францию вместе с несколькими крестьянскими семьями. Потомки этих крестьян до сих пор живут во Франции.
- Село было оккупировано фашистами 11 сентября 1941 года. Освобождено от оккупантов 6 сентября 1943 года.
- В 1945 г. Указом Президиума ВС УССР село Попова Слобода переименовано в Слободу[6]

## Экономика

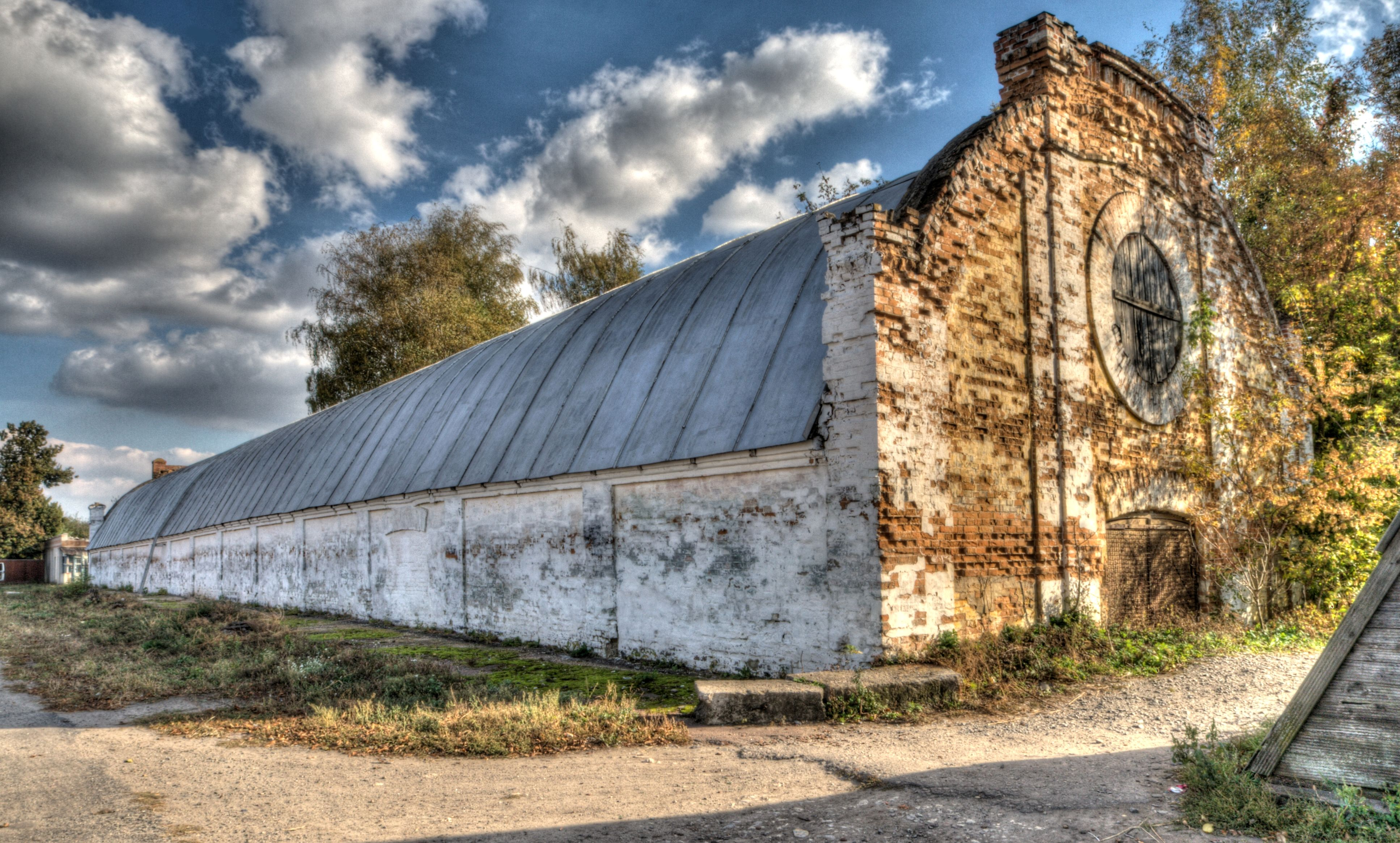
Одно из зданий сахарного комбината

- Первомайский сахарный комбинат, ОАО (с 1999 года — банкрот, стен почти не осталось).
- Молочно-товарные и свинотоварные фермы.
- «Первомайское», ОАО.
- «Украина», агропромышленная фирма, ЧП.
- На территории села функционируют 25 фермерских хозяйств.

## Объекты социальной сферы
- Дом культуры.
- Детский сад.
- Первомайская участковая больница.
- Первомайская общеобразовательная школа І-III ст.
- Слободской учебно воспитательный комплекс.

## Достопримечательности
- Усадебный дом сахарозаводчика А. И. Курдюмова